# Mieke de Loof
Mieke de Loof (Aalst) is schrijver, socioloog en filosoof. 
Samen met haar vader schreef ze En niemand hoort je huilen (1982), een medisch-polemologische studie over de gevaren van een atoomoorlog.
Sinds 2000 werkt ze aan een cyclus van zeven historische misdaadromans, die zich allemaal afspelen op het einde van de Donaumonarchie, in het Wenen van 1913-1919. Tot nu toe schreef ze er vier, steeds met dezelfde hoofdpersoon: Ignatz, jezuïet, psychiater en geheim agent.
- Duivels Offer (2004) werd genomineerd voor de Schaduwprijs (Nederlandse debuutprijs) en bekroond met de Hercule Poirotprijs, de prijs voor de beste Vlaamse misdaadroman van het jaar.
- Labyrint van de waan (2006) werd genomineerd voor de Hercule Poirotprijs 2006.
- Wrede schoonheid (2010) stond op de longlist van de Gouden Strop 2010, werd genomineerd voor de Hercule Poirotprijs 2010 en bekroond met De Diamanten Kogel, de prijs voor de beste, oorspronkelijk Nederlandstalige misdaadroman van het jaar.
- De vijand van binnen (2012) is haar recentste werk.

Ze was van 2007 tot 2010 voorzitter van het Genootschap van Vlaamse Misdaadauteurs en is lid van de International Association of Crime Writers.